# Furuby
Furuby is een plaats in de gemeente Växjö in het landschap Småland en de provincie Kronobergs län in Zweden. De plaats heeft 384 inwoners (2005) en een oppervlakte van 61 hectare.

## Verkeer en vervoer
Bij de plaats loopt de Riksväg 25.